# Mahmud Iskandar Al-Haj
Sultan Mahmud Iskandar Al-Haj ibni Ismail Al-Khalidi (* 8. April 1932 in Johor Bahru, Malaysia; † 22. Januar 2010 ebenda) war vom 26. April 1984 bis 25. April 1989 der achte Yang di-Pertuan Agong (König von Malaysia). Von 1981 bis zu seinem Tod war er der 24. Sultan von Johor. Er galt als Liebhaber von Polo, Golf und der Jagd.

## Leben
Iskandar von Johor wurde 1932 als Sohn von Sultan Ismail geboren und war somit ein Nachfahre von Sultan Abu Bakar. 1956 heiratete er die Britin Josephine Trevorrow, die Ehe wurde 1962 wieder geschieden. Aus der Ehe gingen vier Kinder hervor. Kurz vor der Scheidung von seiner ersten Ehefrau heiratete er Tengku Zanariah, die aus der adligen Kelantan-Familie stammte.
Am 11. Mai 1981 wurde er zum 24. Sultan von Johor ausgerufen und am 9. Februar 1984 wurde er turnusgemäß für fünf Jahre zum König von Malaysia gewählt.

## Putschpläne
Kurz vor seiner Wahl zum Yang-di-Pertuan Agong 1984 kamen im Jahre 1983 Berichte über angebliche Putschpläne auf. Es sollte ein Ausnahmezustand über das Land verhängt und die Regierung damit gestürzt werden. Es wurde auch berichtet, der Sultan unterhalte enge Beziehungen zu Schlüsselfiguren des Militärs. Diese Berichte erreichten den damaligen Premierminister Mahathir bin Mohamad. Infolgedessen kam es zu Plänen zur Änderung der malaysischen Verfassung, die unter anderem eine Beschneidung der Macht des Königs beim Gesetzgebungsprozess vorsahen. Das führte 1983 zur Verfassungskrise. Trotzdem versicherte Iskandar bei seiner Antrittsrede 1984, er werde die geplanten Verfassungsänderungen unterstützen.

## Gomez-Vorfall
Im Jahre 1992 war der Sultan direkt und indirekt in zwei Affären verwickelt. Die eine Affäre betraf seinen Sohn Tunku Abdul Majid Idris, der aus Ärger über die Niederlage in einem Hockey-Spiel den Torwart der gegnerischen Mannschaft mit einem Hockeyschläger angriff. Der malaysische Hockeyverband nahm sich des Falles an und schließlich bekam der Sohn von Iskandar eine fünfjährige Spielsperre. Bei einem Strafverfahren wurde Tunku Abdul Majid zu einem Jahr Zuchthaus und zur Zahlung von 2000 Ringgit verurteilt. Er wurde auf Kaution freigelassen und aufgrund seiner Immunität, die zum Tatzeitpunkt noch galt, wurden sämtliche Anklagepunkte fallengelassen.
Als Antwort auf die gegen seinen Sohn ausgesprochene Spielsperre übte der Sultan Druck auf die Behörden aus, dass Hockeyteams aus Johor den nationalen Wettkämpfen fernblieben. Ein Trainer eines Hockeyteams aus dem Bundesstaat Johor, Douglas Gomez, äußerte Missfallen im November 1992 über das erzwungene Fernbleiben von nationalen Wettkämpfen. Als der Sultan dies erfuhr, zitierte er den Trainer zu seinem Palast und griff ihn anschließend tätlich an. Der Angegriffene erlitt Verletzungen im Bauch und Gesicht.
Dieser Vorfall wurde national als „Gomez-Vorfall“ bekannt.
Am 22. Januar 2010 starb Iskandar im Alter von 77 Jahren in seinem Geburtsort Johor Bahru.

## Nach Iskandar benannte Einrichtungen

### Bildungseinrichtungen
- Institute Sultan Iskandar of Urban Habitat and Highrise, Universiti Teknologi Malaysia (Technische Universität Malaysia)[16]
- SMK Tengku Mahmud Iskandar, Sungai Mati, Muar[17]
- SMK Tunku Mahmood Iskandar, Parit Saidi, Batu Pahat[18]
- SK Tengku Mahmood Iskandar 1 and 2, Pontian[19]

### Gebäude

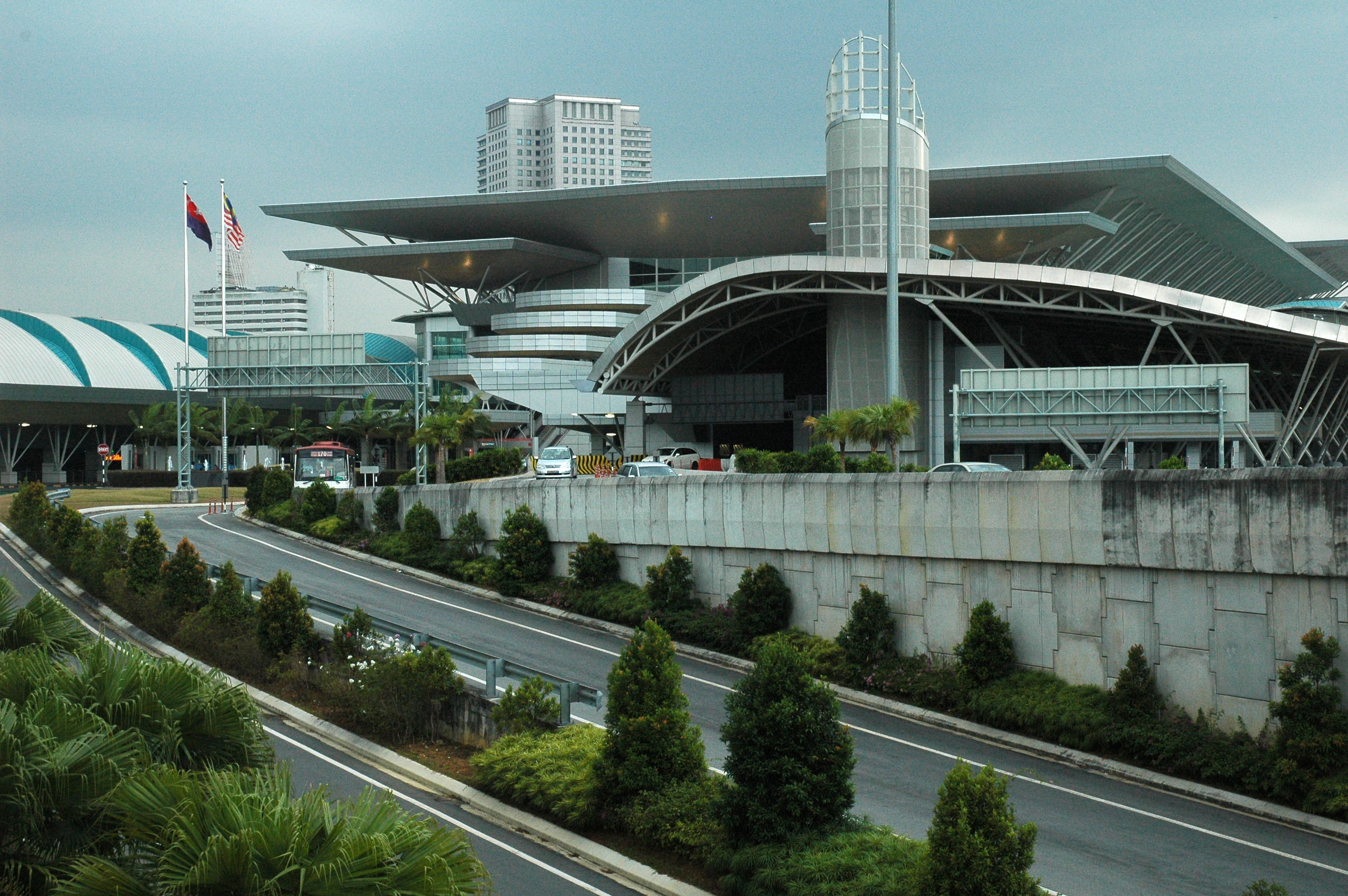
Bangunan Sultan Iskandar – Die Einrichtung wurde im Dezember 2008 eröffnet

- Bangunan Sultan Iskandar, Sultan Iskandar Komplex[20]
- Bangunan Sultan Iskandar, Kota Tinggi Distriktbüro des  Malaysian Public Works Department[21]
- Bangunan Sultan Iskandar, Hauptgeschäftsstelle des Ministeriums für Jugend und Sport in Kuching, Sarawak.[22]
- Dewan Sultan Iskandar, Universiti Teknologi Malaysia[23]
- Planetarium Sultan Iskandar[24] das erste Planetarium in Malaysia. Das Planetarium lag in Kuching Civic Centre, Kuching, Sarawak. Es wurde zu Ehren des Sultans Iskandar von Johor nach ihm benannt.[25]
- Sultan Iskandar Broadcasting Complex, Hauptgeschäftsstelle der Johor FM in Jalan Datin Halimah[26]
- Sultan Iskandar Power Station, Pasir Gudang[27]
- Sultan Iskandar Reservoir, ein Wasserreservoir östlich von Johor Bahru.[28]